# Inmarsat-4 F1
O Inmarsat-4 F1 é um satélite de comunicação geoestacionário construído pela Astrium. Ele está localizado na posição orbital de 143,5 graus de longitude leste e é operado pela Inmarsat. O satélite foi baseado na plataforma Eurostar-3000GM e sua expectativa de vida útil é de treze anos.

## Lançamento
O satélite foi lançado com sucesso ao espaço no dia 11 de março de 2005 às 21h42 UTC, por meio de um veículo Atlas V a partir da Estação da Força Aérea de Cabo Canaveral, na Flórida, EUA. Ele tinha uma massa de lançamento de 5 959 quilogramas.

## Capacidade
O Inmarsat-4 F1 é equipado com 228 pontos estreitos, 19 pontos largos e um feixe mundial para suportar a nova Rede Global de Banda Larga (B-GAN) para soluções de internet e vídeo sob demanda, videoconferência, fax, e-mail, telefone e acesso LAN de alta velocidade.